# Hästafoten
Hästafoten är en sjö i Tranemo kommun i Västergötland och ingår i Ätrans huvudavrinningsområde. Sjön har en area på 0,068 kvadratkilometer och ligger 172,1 meter över havet.

## Delavrinningsområde
Hästafoten ingår i det delavrinningsområde (636755-135252) som SMHI kallar för Mynnar i Lillån. Medelhöjden är 201 meter över havet och ytan är 23,68 kvadratkilometer. Det finns inga avrinningsområden uppströms utan avrinningsområdet är högsta punkten. Brusarebäcken som avvattnar avrinningsområdet har biflödesordning 3, vilket innebär att vattnet flödar genom totalt 3 vattendrag innan det når havet efter 136 kilometer. Avrinningsområdet består  mestadels av skog (73 procent) och sankmarker (15 procent). Avrinningsområdet har 1,07 kvadratkilometer vattenytor vilket ger det en sjöprocent på 4,5 procent.